# Castello di Pereto
Il castello di Pereto si trova alle pendici del monte Forcellese nel comune di Pereto, in provincia dell'Aquila.

## Storia

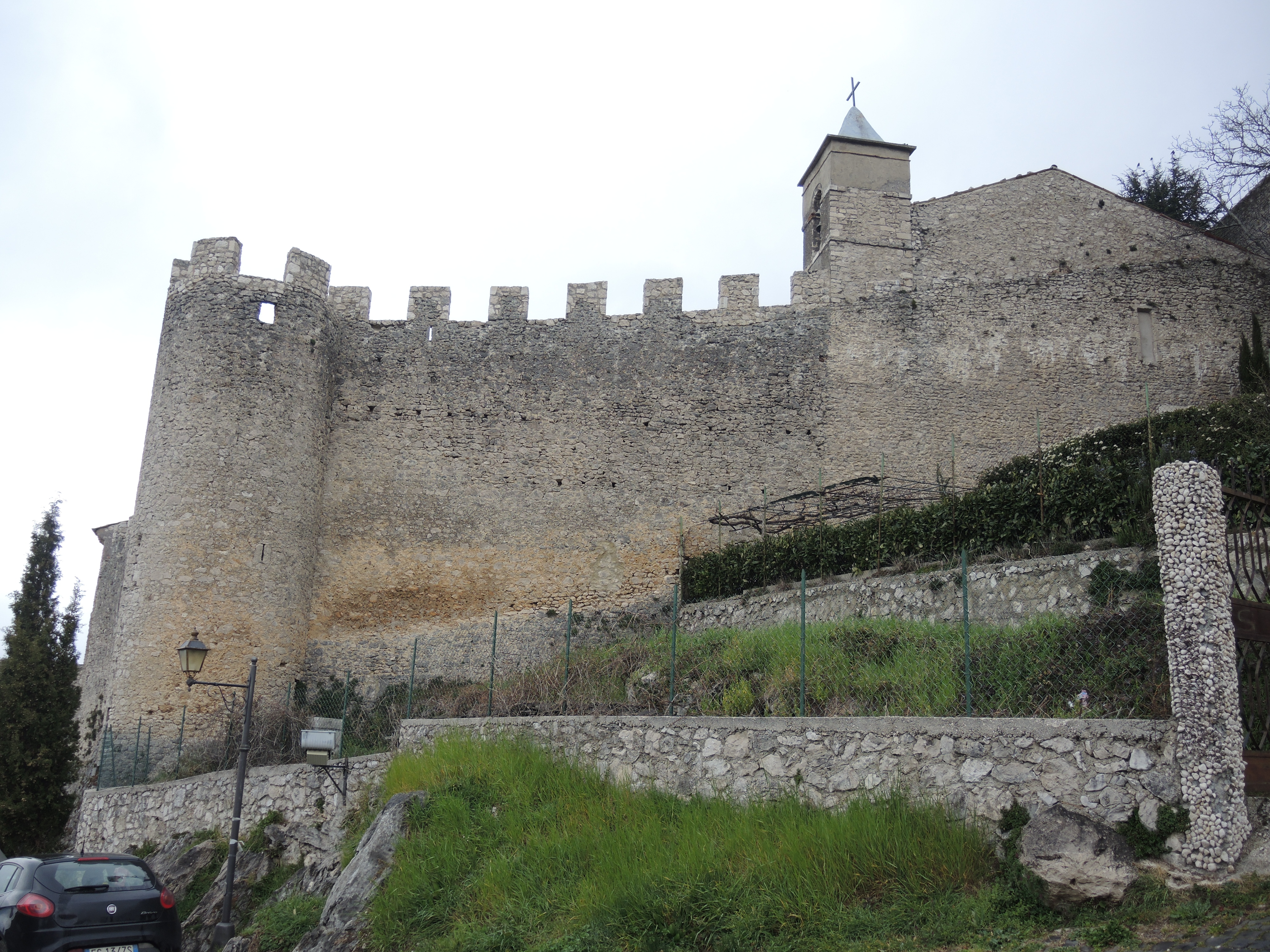
Mura del castello

Il castello di Pereto si trova in una posizione strategica a controllo della piana del Cavaliere e dell'antica via Tiburtina Valeria. La struttura più antica si deve al protoconte Berardo dei Marsi, che nella prima metà del X secolo fece costruire una torre sul luogo nel quale sorgerà successivamente il mastio del castello.
La struttura venne potenziata nella seconda metà dell'XI secolo, quando Pereto divenne la residenza di Rainaldo, conte dei Marsi. Dopo la partenza di Rainaldo per la prima crociata nel 1093 e la sua morte, la vedova Aldegrima si trasferì a Oricola cedendo il castello peretano all'abbazia di Montecassino.
Nel 1097 il castello è compreso nell'elenco dei possedimenti confermati all'abate cassinese Oderisio da una bolla di Papa Urbano II.
Dopo una fase di declino nel 1150 il maniero passò ai signori De Ponte e in epoca federiciana venne ampliato. Al XIV secolo si fa risalire l'aggiunta delle altre due torri quadrate e delle mura di raccordo, che diedero vita alla struttura del castello-recinto.
All'inizio del quattrocento il castello divenne degli Orsini e il 5 dicembre 1456 fu probabilmente danneggiato dal terremoto che colpì l'Italia centro-meridionale.
Passato ai Colonna alla fine del Quattrocento, durante il XIX secolo la torre nord passò poi in uso alla famiglia Maccafani, che agli inizi del Novecento la vendette alla famiglia Vicario. Gravemente danneggiato dal terremoto della Marsica del 1915 fu acquistato nel 1966 da Aldo Maria Arena che ne curò il restauro, ottenendo nel 1982 il diploma di merito da Europa Nostra per la riuscita e la qualità dei lavori effettuati.
La struttura è visitabile.

## Architettura
Il mastio ha una pianta quadrata con 11,70m di lato ed è alto 27m. È costruito su quattro piani che ospitavano al piano terra il corpo di guardia, i magazzini, le prigioni. Il primo piano era per la sala di giustizia, mentre la residenza signorile era al secondo ed al terzo piano. L'ultimo piano costituiva la zona di vedetta e difesa.
La seconda torre, posta a nord, ha una pianta di 6,60m di lato ed un'altezza di 24m; internamente è strutturata su cinque piani. La terza torre, a sud-est, ha un'altezza di 16m ed un lato di 4,60m; non ha piani e probabilmente serviva solo come raccordo tra le mura e come punto di vedetta.
Le mura di sud-ovest hanno una lunghezza di 23m ed un'altezza di 15m. In prossimità del mastio si trova l'ingresso principale al castello. Le mura ad est hanno una lunghezza di 24,5m ed un'altezza di 13m, mentre le mura a nord hanno una lunghezza di 22,40m ed un'altezza di 14m. Sulla loro sommità, le mura hanno un camminamento di ronda di raccordo tra le torri.